# Rufino de Elizalde (La Plata)
Rufino de Elizalde es un barrio de la ciudad de La Plata, provincia de Buenos Aires, Argentina. Se encuentra ubicado al sur del casco céntrico de la ciudad, a unos 4 km del centro del mismo. Se formó en torno a la estación Rufino de Elizalde, antigua bifurcación hasta que se levantaron las vías entre esta estación y Lezama en 1977 realizado por la dictadura militar.
Cuenta con su propio aeropuerto, el cual lleva el nombre "Elizalde", también tiene dos clubes deportivos de barrio, con el cual son "clásico barrial" uno de ellos es propiedad de la empresa Alba, "FIS80", que tiene su cancha en la calle 80, junto a la empresa. El otro es el recientemente fundado "Club Deportivo Elizalde" que tiene su cancha plantada en la antigua estación de Elizalde.
Vale aclarar qué también hay otros clubes, como por ejemplo, "Fletes, Chacarita, Círculo Penitenciario y Gimnasista" qué aún se encuentran en discusión por sobre en que barrío tendrían sus instalaciones. Los mismos podrían ser: "Los Hornos, Elizalde o Altos de San Lorenzo".